# Live at Budokan (Dream Theater-album)
A Live at Budokan az amerikai progresszív metal együttes Dream Theater 2004-ben megjelent koncertalbuma és -videója, amely a tokiói Budokan Hallban 2004. április 26-án adott koncertjük felvételét tartalmazza. A Budokan Hallban több neves nyugati előadó is készített már koncertalbumot, többek között Bob Dylan, Bryan Adams, a Cheap Trick, vagy Ozzy Osbourne.
A Live at Budokan legnagyobb különlegessége az "Instrumedley" című tétel, amely számos Dream Theater és Liquid Tension Experiment dal instrumentális egyvelege, a Metropolis Pt. 2: Scenes from a Memory albumról származó "The Dance of Eternity" című dal vázára felfűzve.
A videóváltozat a koncertfelvétel mellett tartalmazza a "Riding the Train of Thought" című turnéfilmet, az "Instrumedley" többkamerás, választható nézetű felvételét, valamint Mike Portnoy, John Petrucci és Jordan Rudess hangszerbemutatóját.

## Live at Budokanalbum (3CD)
CD 1
1. "As I Am" – 7:25
2. "This Dying Soul" – 11:44
3. "Beyond This Life" – 19:37
4. "Hollow Years" – 9:18
5. "War Inside My Head" – 2:22
6. "The Test That Stumped Them All" – 5:00

CD 2
1. "Endless Sacrifice" – 11:18
2. "Instrumedley" – 12:15 
0:00 – "The Dance of Eternity"
1:34 – "Metropolis Pt. 1: The Miracle and the Sleeper"
1:57 – "Erotomania"
3:29 – "The Dance of Eternity"
4:20 – "Metropolis Pt. 1: The Miracle and the Sleeper"
5:16 – "A Change of Seasons IV: The Darkest of Winters"
5:48 – "When the Water Breaks" (Liquid Tension Experiment)
5:56 – "A Change of Seasons IV: The Darkest of Winters"
6:03 – "Ytse Jam"
7:45 – "The Dance of Eternity"
8:30 – "Paradigm Shift" (Liquid Tension Experiment)
9:29 – "Universal Mind" (Liquid Tension Experiment)
10:18 – "The Dance of Eternity"
11:00 – "Hell's Kitchen"
3. "Trial of Tears" – 13:49
4. "New Millennium" – 8:01
5. "Keyboard Solo" – 3:58
6. "Only a Matter of Time" – 7:21

CD 3
1. "Goodnight Kiss" – 6:16
2. "Solitary Shell" – 5:58
3. "Stream of Consciousness" – 10:54
4. "Disappear" – 5:56
5. "Pull Me Under" – 8:38
6. "In the Name of God" – 15:49

## Live at Budokanvideó (2DVD)
DVD 1
1. "As I Am" – 8:34
2. "This Dying Soul" – 12:12
3. "Beyond This Life" – 19:34
4. "Hollow Years" – 9:19
5. "War Inside My Head" – 2:30
6. "The Test That Stumped Them All" – 4:53
7. "Endless Sacrifice" – 11:20
8. "Instrumedley" – 12:09
9. "Trial of Tears" – 13:58
10. "New Millennium" – 7:59
11. "Keyboard solo" – 3:59
12. "Only a Matter of Time" – 7:25
13. "Goodnight Kiss" – 6:14
14. "Solitary Shell" – 5:51
15. "Stream of Consciousness" – 10:55
16. "Disappear" – 5:55
17. "Pull Me Under" – 9:00
18. "In the Name of God" – 17:36
19. Credits ("Vacant" instrumental) – 3:11

DVD 2
- "Riding the Train of Thought": Japanese Tour Documentary – 29:46
- John Petrucci "Guitar World" – 6:27
- Jordan Rudess "Keyboard World" – 6:43
- Mike Portnoy Drum Solo – 12:08
- "The Dream Theater Chronicles": 2004 Tour Opening Video – 5:43
- "Instrumedley" Multiangle Bonus – 12:03

## Közreműködők
- James LaBrie – ének
- John Petrucci – gitár és háttérvokál
- John Myung – basszusgitár, Chapman Stick
- Mike Portnoy – dobok és háttérvokál
- Jordan Rudess – billentyűs hangszerek

## Külső hivatkozások
- Dream Theater hivatalos oldal
- Encyclopaedia Metallum – Dream Theater: Live at Budokan album
- Encyclopaedia Metallum – Dream Theater: Live at Budokan videó